# Billy Celeski
Billy Celeski (Ohrid, 1985. július 14. –) ausztrál válogatott labdarúgó.
Az ausztrál válogatottban 1 mérkőzést játszott.

## Statisztika
| Ausztrál válogatott | Ausztrál válogatott | Ausztrál válogatott |
| Időszak             | Mérk.               | gól                 |
| ------------------- | ------------------- | ------------------- |
| 2009                | 1                   | 0                   |
| Összesen            | 1                   | 0                   |